# Philippe Halsman
Philippe Halsman (Riga, 2 maggio 1906 – New York, 25 maggio 1979) è stato un fotografo statunitense.

## Vita e opere

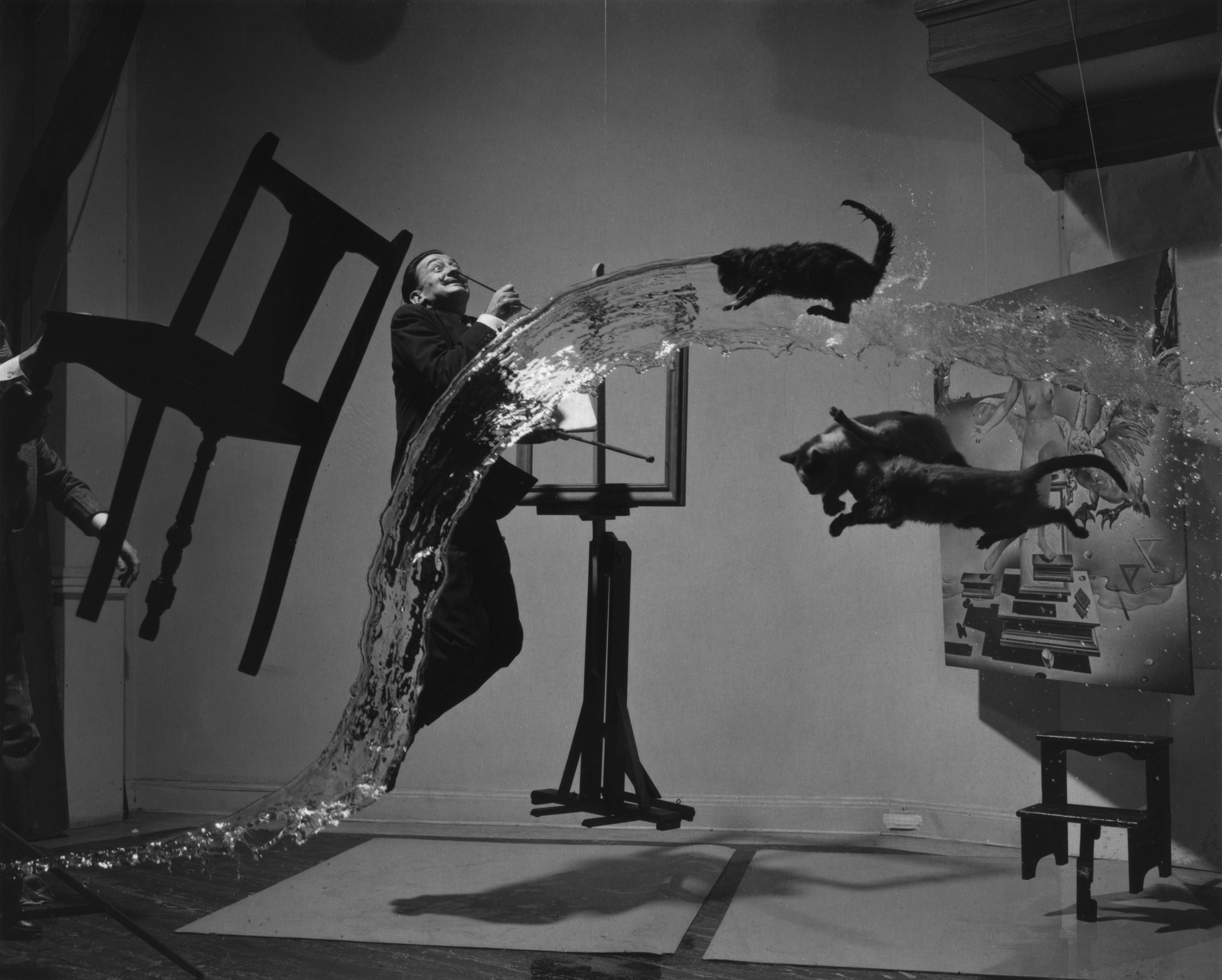
Dali atomicus (1948).

Nato a Riga da una famiglia ebrea, suo padre Morduch Halsman era un dentista, mentre sua madre Ita Grintuch era preside di liceo. Halsman studiò ingegneria elettrica a Dresda. Nel settembre 1928 partì per un tour a piedi sulle Alpi austriache con il padre, ma questi morì durante il viaggio per gravi ferite alla testa, in circostanze mai completamente chiarite, e lo stesso Halsman venne condannato a 4 anni di reclusione per parricidio. Il caso fu sfruttato dalla propaganda anti-ebraica e acquisì quindi notorietà internazionale, tanto che Albert Einstein e Thomas Mann scrissero lettere a sostegno di Halsman, che venne rilasciato nel 1931, a condizione di lasciare l'Austria.
Halsman si trasferì quindi in Francia, dove cominciò a contribuire come fotografo a riviste di moda, tra cui Vogue, guadagnandosi una reputazione per i ritratti e divenendo noto per le sue immagini nitide e scure, che evitavano il vecchio "soft focus look". Quando la Francia venne invasa dai nazisti nel maggio del 1940, Halsman fuggì a Marsiglia, dove riuscì a ottenere un visto per gli Stati Uniti, anche grazie all'aiuto di Albert Einstein (che avrebbe poi fotografato nel 1947). Attratto dal surrealismo, nel 1941 incontrò Salvador Dalí, con cui iniziò un fruttuoso rapporto artistico durato trent'anni. Nel 1952 ritrasse John Fitzgerald Kennedy, producendo due album fotografici: una delle fotografie apparve sulla copertina dell'edizione originale del libro di Kennedy Profiles in Courage, mentre un'altra fu utilizzata per la campagna politica al Senato.

## Libri
- Martin Pollack, Anklage Vatermord - der Fall Philipp Halsmann, Zsolnay, 2002 (ISBN 978-3-552-05206-2).

## Mostre

### Personali
- Milano, 2024, 15 giugno - 1 settembre, Philippe Halsman  - Lampo di genio, Palazzo Reale
- Salerno, 2025, 8 Marzo - 2 Giugno, Philippe Halsman - Lampo di genio, Palazzo Fruscione